# 303710 Velpeau
303710 Velpeau este o planetă minoră (asteroid) din centura de asteroizi. A fost descoperită pe 9 august 2005 la Saint-Sulpice de Bernard Christophe⁠(d) și a fost numită după Alfred Velpeau⁠(d). 
Obiectul prezintă o orbită caracterizată de o semiaxă mare de 3,1225882418539 UAi, o excentricitate de 0,07, o înclinație de 5,7 ° în raport cu ecliptica.